# Prímusz
A Prímusz latin eredetű férfinév, jelentése: elsőszülött fiú.

## Gyakorisága
Az 1990-es években szórványos név, a 2000-es években nem szerepel a 100 leggyakoribb férfinév között.

## Névnapok
- június 9.[2]